# Israel Cruz (beisbolista)
 Israel Adolfo Cruz Quintero (nacido en Maracay, Aragua, Venezuela, el 1 de junio de 1997) es un pelotero, lanzador de béisbol profesional venezolano de La Liga Venezolana de Béisbol Profesional para Los Leones del Caracas

## Carrera como beisbolista

### 2014
El 16 de junio de 2014, RHP Israel Cruz es asignado a DSL Rangers 1.
El 25 de julio de 2014, RHP Israel Cruz es asignado a DSL Rangers 2.

### 2016
El 21 de junio de 2016, RHP Israel Cruz es asignado a AZL Rangers.
El 4 de agosto de 2016, Israel Cruz, entra en la lista de los Rangers de Texas.
El 14 de septiembre de 2016, Los AZL Rangers activó a RHP Israel Cruz.

### 2017
El 9 de octubre de 2017, RHP Israel Cruz es asignado a la organización de Los Leones del Caracas de la Liga Venezolana de Béisbol Profesional LVBP.
Hace debut con el equipo de los Leones del Caracas el 11 de octubre de 2017, lanzó 2/3 de inning alcanzando una efectividad de 13.50 permitiendo 1 hit, 1 carrera, 1 base por bolas y cero ponches.
Cruz y De Los Ríos le llenan los ojos a Rojas
Tal como sucedió en el primer juego interescuadras, Israel Cruz fue el primer lanzador en montarse en la lomita y se vio dominante en su presentación. Enfrentó a 10 bateadores y solo Félix Pérez le conectó un indiscutible. De resto, dominó a placer a sus adversarios. Mezcló bien su recta y forzó varios roletazos.
El primero en acercarse a él fue Jason Simontacchi, para darle aliento y también algunas instrucciones. Asimismo, el cubano le dio una palmada para hacerlo sentir en confianza. El plan que tendrá Cruz con la divisa capitalina será desde el bullpen, así lo confirmó Rojas.
El 15 de diciembre de 2017, Israel Cruz es asignado a los volcanes Salem-Keizer.
El 15 de diciembre de 2017, Los Gigantes de San Francisco intercambiaron a Matt Moore y Future Considerations a Texas Rangers por Sam Wolff y Israel Cruz. Firmaron 'Israel Cruz a un contrato de ligas menores.

### 2018
El 18 de junio de 2018, Israel Cruz es asignado a los AZL Giants Black.
El 13 de octubre de 2018, Israel Cruz es asignado a los Leones del Caracas.de la Liga Venezolana de Béisbol Profesional para la temporada 2018-2019. Jugo 16 partidos de los cuales cerro 3 y salvó 2 partidos, dejando un registro de 1 ganado y 2 perdidos, con un efectividad de 5.50, permitiendo 17 Hit, 13 carreras, 0 jonrón, 11 bases por bolas, ponchó a 18 en 18 entradas.
El 26 de diciembre de 2018, Israel Cruz es asignado a los Tigres de Aragua.